# Hanek Chełmski
 Hanek (Hinek) z Chełmu Chełmski  herbu Ostoja (zm. po 1443 r.) – dziedzic Chełmu (dziś część Krakowa), właściciel części Sierosławic, Kantorowic, Gorynic, Kaczkowic a także Wierbki, Ziemblic i Przychody.

## Życiorys
Hanek (Hinek) Chełmski z Chełmu, Gorynic i Kaczkowic był synem Hanka z Chełmu i Katarzyny. Miał kilkoro rodzeństwa: Grzegorzanę, Annę, Imrama, Jana, Piotra, Mikołaja i Jakuba. 
W 1404 roku Hanek Chełmski wymieniony był jako dziedzic Gorynic i Kaczkowic. Tego roku wraz z braćmi Piotrem, Imramem i Janem sprzedali wieś Kantorowice za 400 grzywien groszy praskich klasztorowi mogilskiemu. W tym samym roku, na mocy zawartej ugody z braćmi Piotrem, Imramem i Janem Hanek przekazał w dożywocie swej matce Katarzynie ich wieś Chełm, a w zamian uzyskał od niej część w Kaczkowicach. W 1412 roku Hanek Chełmski wraz z bratem Mikołaj z Chełmu poręczając za braci, sprzedali Marcinowi Konwie z Sierosławic część w Sierosławicach za 70 grzywien. Hanek Chełmski roku 1431 wraz Mikołajem Synowcem z Warzęgowa, Janem Gamratem z Klimontowa i Piotrem z Łąkoszyna pod zakładem 4000 grzywien ręczył Janowi Farurejowi z Garbowa, synowi Zawiszy Czarnego, że siostrzenica Farureja, Elżbieta, zrzeknie się w Bieczu, w obecności króla, wszystkich dóbr ruchomych i nieruchomych na rzecz stryja. W 1436 roku Hanek Chełmski ustąpił bratu Mikołajowi swoją część w Chełmie. Następnie kupił za 700 grzywien Wierbkę i Ziemblice od braci Zbigniewa i Dziersława z Janowic. W 1438 roku Hanek zamienił wieś Kaczkowice na wieś Przychody należącą do Mikołaja i Jana z Brzezia. Hanek Chełmski w roku 1443 przejął części wsi Chełm od Katarzyny i Wichny, córek zmarłego Mikołaja Chełmskiego, wielkorządcy krakowskiego.
Hanek Chełmski uczestniczył w bitwie pod Grunwaldem w 1410 roku. Długosz wspomniał Chełmskiego pisząc: Mistrz pruski Ulryk von Jungingen przybył już do wioski Grunwald, którą miał wsławić swą klęską, ale mimo że przebywał w pobliżu, zwiadowcy królewscy nie wiedzieli jeszcze o nim. Kiedy więc rozpięto namiot z kaplicą, a król spieszył, żeby wysłuchać mszy, przybył rycerz Hanek z Chełmu, herbu Ostoja donosząc, że widział wojsko wroga na parę kroków od siebie. Kiedy zaś król zapytał, jak dużo ich jest, odpowiedział, że widział tylko jedną ich chorągiew i że pobiegł natychmiast, by donieść o ich przybyciu. Kiedy on jeszcze mówił, przybył rycerz z domu Oksza Dziersław Włostowski i twierdził, że on widział dwie chorągwie wrogów.
Hanek Chełmski z Chełmu ożeniony był z Katarzyną, z którą miał syna Stanisława Hanka Chełmskiego, studenta Uniwersytetu Krakowskiego, plebana w Poniecu.